# Lijst van publicaties van Louis Couperus
Dit is een overzicht van de werken van de Nederlandse dichter en schrijver Louis Couperus (hierbij niet inbegrepen vertalingen van zijn hand).

## 1894 - 1900
- Een lent van vaerzen (1884)
- Orchideeën - een bundel poëzie en proza (1886)
- Eline Vere - een Haagsche roman (1889; eerder verschenen als feuilleton in Het Vaderland , 1888, 2013, 2016, 2017)
- Noodlot (1891, eerst verschenen in De Gids, 1890, 2017}
- Osud (1891. In 1890 gepubliceerd in de oktober- en november-aflevering van De Gids)
- Extaze - een boek van geluk(1892, eerst verschenen in De Gids, 1892)
- Eene illuzie - zes novellen (1892)
- Een zieltje - kleine raadsels (1893)
- Majesteit' (1893)
- Reis-impressies (1894)
- Wereldvrede (1895. eerder verschenen in De Gids, 1895)
- Williswinde (1895)
- Hooge troeven [1896]
- Metamorfoze  (1897}
- Psyche (1898, 2016, 2017))
- Langs lijnen van geleidelijkheid (1899-1900)
- Fidessa (1899, 2017)

## 1900 - 1910
- De stille kracht (1900, 2013, 2015, 2016, 2017)
- De boeken der kleine zielen (1901-1903, 2018)
  - De boeken der kleine zielen. De kleine zielen(november 1901)
  - De boeken der kleine zielen. Het late leven (april 1902)
  - De boeken der kleine zielen. Zielenschemering (1902)
  - De boeken der kleine zielen. Het heilige weten (1903, 2020)
- Babel (1901)
- Over lichtende drempels (1902)
- God en goden (1903)
- Dionyzos (1904)
- Van oude menschen, de dingen, die voorbij gaan.... (1905, 2019)
- De berg van licht (1905, 2020)
- Aan den weg der vreugde (1908, 1975, 1982, 1989, 2015); ook verschenen als Een vrouw van het noorden

## 1910 - 1915
- Van en over mijzelf en anderen (1910-1917) (later verschenen als Brieven van den nutteloozen toeschouwer)
- Antiek toerisme, of de reis door Egypte (1911)
- Lucrezia (1911)
- Siena (1911)
- Benvenuto (1911)
- Querido's 'Koningen' - het eerste boek van 'De oude waereld'  (1911)
- Antieke verhalen - van goden en keizers, van dichters en hetaeren (1911)
- Korte arabesken (1911)
- De zwaluwen neêr gestreken... (1911)
- Antiek toerisme - roman uit Oud-Egypte (1911)
- Schimmen van schoonheid (1912)
- Uit blanke steden onder blauwe lucht (1912)
- Herakles - roman in twee deelen (1913)
- De ongelukkige (1914 - 1915)
- Kleeding en de man (1915)
- Der dingen ziel (1915)
- De maagd in de maan (1915)
- Dies irae (1915)
- De grootvader (1915)
- Meditatie over het mannelijk toilet (1915)
- Van en ovwer mijn lezingen (1915)
- Een Hagenaar terug in Den Haag (1915)
- Onder den Boeddha (1915)
- Over Groningen en mijzelf (1915)
- De Groote-Stad (1915)
- De Scheveningers (1915)
- De tweede blik (1915)
- Over de eentoonigheid (1915)
- De terugkeer' ' (1915)
- De zoon van Don Juan (1915)
- De droombezweerster (1915)
- De uren (1915)
- Van en alles en over iedereen (1915)

## 1916 - 1923
- Alarbot - oud-Gothische legende (1916)
- Opmerkingen van geen waarde (1916)
- Het stille geneucht (1916)
- Het zwevende schaakbord (1916)
- Epigrammen (1916)
- De komedianten (1917)
- Herinneringen aan de lente (1917)
- De pessimist-prediker (1917)
- Hooikist-idylle of Het idee van den kolonel (1917)
- Een praatje met mijn lezer (1917)
- De groote schat (1917)
- Wonderlijke historiën (1917)
- De moderne hoofdzonden - eene fantazie, uit te vieren en op te voeren in vijf tafereelen (1917)
- De verliefde exel (1917)
- Romeinsche portretten (1917)
- Het behekste dorp (1917)
- Het kasteel, dat er niet was (1917)
- De badkamer (1917)
- De gasten (1917)
- Het getal (1917)
- Nieuwe jeugd en oude ondervinding (1917)
- Jan en Florence (1917)
- Xerxes, of De hoogmoed (1918)
- Legende, mythe en fantazie (1918)
- Elyata (1919)
- De betooveraar (1919)
- De ode (1918)
- Iskander - de roman van Alexander den Groote (1920)
- Twee schilders (1920)
- De twee paar tweelingen (1920)
- De geheimzinnige boodschapper (1920)
- De windhond (1920)
- Met Louis Couperus in Afrika (1921)
- Safar en Ali (1921)
- Winkelen in Tunis - Verrukkelijke mozaieken  (1921)
- Erkenning van officieele zijde : De Oscar-Wilde-vrouw (1921)
- Carpentier in Algiers (1921)
- Door staatsmannen aan tafel genood - de oude en de nieuwe tijd (1921)
- Duikers in de woestijn : een pension voor onze schilders (1921)
- Een witte stad - een koningin levend begraven (1921)
- A Mr. Charles Godet (1921)
- De psyche der Afrikaners (1921)
- Tusschen de ruines van Karthago - Dido en Salambo (1921)
- De ring en de prins, gevolgd door: Een verrassende ontdekking (1922)
- Het snoer der ontferming  (1923, 2018))
- De oude Trofime (1923)

## Diverse bundelingen, bloemlezingen en verzamelingen
- Sinds 1904 Werken van Couperus en sinds 1923 diverse postume uitgaven

(aan te vullen)